# Cephalotes squamosus
Cephalotes squamosus é uma espécie de inseto do gênero Cephalotes, pertencente à família Formicidae.